# Provinz Paruro
Die Provinz Paruro ist eine von dreizehn Provinzen der Region Cusco in Südzentral-Peru. Sie hat eine Fläche von 1984 km². Beim Zensus 2017 wurden in der Provinz 25.567 Einwohner gezählt. Im Jahr 1993 lag die Einwohnerzahl bei 34.361, im Jahr 2007 bei 30.939. Die Provinzverwaltung befindet sich in Paruro.

## Geographische Lage
Die Provinz Paruro liegt im Andenhochland etwa 30 km südlich der Regionshauptstadt Cusco. Sie hat eine Längsausdehnung in NNW-SSO-Richtung von etwa 82 km sowie eine durchschnittliche Breite von etwa 20 km. Der Río Apurímac durchquert die Provinz in überwiegend nordwestlicher Richtung. Dessen Nebenfluss Río Santo Tomás verläuft entlang der westlichen Provinzgrenze, der Río Velille durchfließt zentral die Provinz in nördlicher Richtung, der Río Livitaca verläuft entlang der östlichen Provinzgrenze.
Die Provinz Paruro grenzt im Nordwesten an die Provinz Anta, im Norden an die Provinz Cusco, im Osten an die Provinz Acomayo, im Süden an die Provinz Chumbivilcas sowie im Westen an die Provinz Cotabambas (Region Apurímac).

## Verwaltungsgliederung
Die Provinz Paruro ist in neun Distrikte gegliedert. Der Distrikt Paruro ist Sitz der Provinzverwaltung.
| Distrikt     | Verwaltungssitz |
| ------------ | --------------- |
| Accha        | Accha           |
| Ccapi        | Ccapi           |
| Colcha       | Colcha          |
| Huanoquite   | Huanoquite      |
| Omacha       | Omacha          |
| Paccaritambo | Paccaritambo    |
| Paruro       | Paruro          |
| Pillpinto    | Pillpinto       |
| Yaurisque    | Yaurisque       |